# Зомба
Зомба (енгл. Zomba) је некадашњи главни град Малавија. Ову функцију је имао до 1975. године када је престоница пребачена у Лилонгве. Број становника 2005. године је достигао 100 хиљада. Налази се близу сланог језера Чилва. Око њега је подручје у коме се узгајају дуван и памук као доминантне пољопривредне културе. Основали су га Европљани осамдесетих година деветнаестог века. Био је седиште британске колонијалне управе. У њему се налазе национални универзитет и архив.